# Eudistoma reginum
Eudistoma reginum är en sjöpungsart som beskrevs av Kott 1990. Eudistoma reginum ingår i släktet Eudistoma och familjen Polycitoridae. Inga underarter finns listade i Catalogue of Life.